# السبعينية (كتاب)
السبعينية أو (بغية المرتاد في الرد على المتفلسفة والقرامطة والباطنية أهل الإلحاد من القائلين بالحلول والاتحاد) كتاب لابن تيمية يرد فيه على ابن سبعين أحد أعلام الصوفية وأمثاله من الفلاسفة القائلين بالجمع بين الفلسفة والشريعة، ويحتوي الكتاب على حكاية مذاهب الفلاسفة المنتسبين إلى الإسلام والمقارنة بينها ومناقشتها والرد عليها.